# Índice pluviométrico

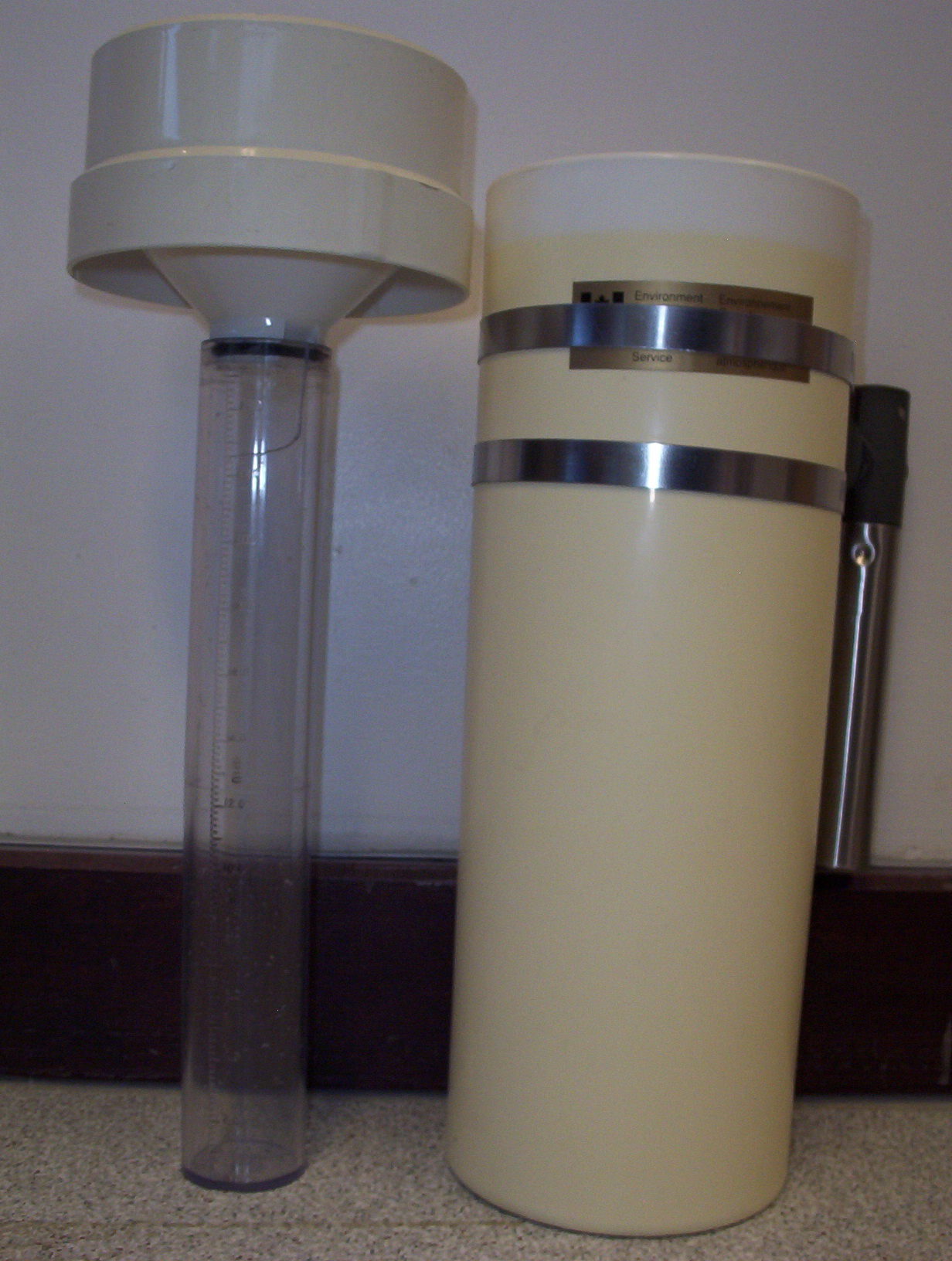
Pluviômetro

Índice pluviométrico é uma medida em milímetros, resultado do somatório da quantidade da precipitação de água (chuva, neve, granizo) num determinado local durante um dado período de tempo. O instrumento utilizado para este fim recebe o nome de pluviômetro.
O que o índice pluviométrico revela sobre uma região ou de uma cidade? É uma forma de mostrar as chuvas
O índice pluviométrico em ‘mm’ significa que se houvesse um reservatório-caixa com a área da superfície aberta de 1 m² com a tampa aberta, recebendo a chuva que caiu sobre aquela região, pelo período de um ano, haveria um acúmulo equivalente ao indíce. Lembrando que chuva eleva o nível desse reservatório em sua medida vertical, como um copo medidor utilizado para receitas culinárias.
Não é descontado desse valor a evaporação, decorrente de outros fatores climáticos. O reservatório, exposto ao clima, está a todo momento sofrendo evaporação, seja do vento ou do sol, por exemplo, e isso pode causar variações nas medições.
Por exemplo, o índice pluviométrico do semiárido nordestino não é um índice baixo, muito pelo contrário. Mas a evaporação na região nordeste é altíssima, principalmente porque os raios solares incidem muito perpendiculares ao solo na região.
Enquanto os índices pluviométricos do Nordeste Brasileiro semiárido são de até 800 mm (ou seja, 80 cm de profundidade de água em nosso reservatório de superfície de 1 m², durante o ano todo), a evaporação na região é de 2000 mm (2 m de profundidade). Ou seja, toda a água do reservatório secaria e, caso houvesse mais água até a marca de 1200 mm, ela também secaria. Portanto, há uma espécie de deficit, um balanço hídrico negativo. Isso confere à região a classificação semiárida.
É interessante, no entanto, estabelecer algumas comparações entre alguns índices pluviométricos. De maneira bastante sintética, podemos dizer que, se há precipitação pluviométrica, existem meios técnicos disponíveis de evitar que essa água se perca, que não volte aos céus. E então, o índice pluviométrico será mais elevado.